# Olceclostera reperta
Olceclostera reperta is een vlinder uit de familie van de Apatelodidae. De wetenschappelijke naam van de soort is voor het eerst geldig gepubliceerd in 1865 door Francis Walker.